# B'aakal
B'akaal ("lugar del hueso") fue un reino maya que abarcó parte de los hoy estados de Chiapas y Tabasco, en México, en el período Clásico Tardío (600-900), y cuyas ciudades más importantes eran Lakam Ha (Palenque) y B'aaku'l (Tortuguero). Aunque en algún momento la provincia de B'akaal llegó a ampliarse hasta el occidente de Tabasco, abarcando la importante ciudad maya de Joy Chan (Comalcalco), tuvo como provincias a ciudades y asentamientos como Xupá, Chancalá y El Lacandón.
La ciudad de Lakan Ha (Palenque), llegó a ser la capital de la región de B'akaal, sin embargo entre el año 611 al 669 ese título fue disputado por Tortuguero, ya que tanto B’ahlam Ajaw, gobernante de Tortuguiero y K'inich Janaab' Pakal (Pakal el grande) gobernante de Lakan Ha (Palenque), pertenecían a la misma dinastía palencana, lo que desembocó en conflictos militares entre ambas poblaciones. 

## Guerras Calakmul - Palenque
B'akaal fue un centro importante de la civilización maya entre los siglos V al IX, durante los cuales alternó épocas de gloria y de catástrofe, de alianzas y guerras. En más de una ocasión hizo alianzas con Tikal, la otra gran ciudad maya de la época; en especial para contener la expansión del belicoso Calakmul, capital del reino de Kan también llamado "Reino de la Serpiente". Calakmul resultó victorioso en dos ocasiones, en 599 y 611.
En la segunda victoria de la provincia de Kan sobre B'aakal tuvo lugar en el año 611, en esa ocasión el ajaw de Calakmul entró personalmente a Palenque, consolidando el significativo desastre militar, el cual fue seguido por una época de desorden político.
En el verano del año 659 Pakal dirigió su ejército hacia la región oriental de Tabasco, en la zona del Bajo Usumacinta, atravesando los señoríos de Pomoná y Piedras Negras, para luego llegar hasta las riberas del río San Pedro, donde atacó la ciudad de Santa Elena, capital del señorío de Wak’aab’-[h]a’. Sin embargo, el territorio fue recuperado por Calakmul en 662. En el año de 690 Palenque volvería a recuperar esos territorios gracias a una alianza estratégica con Moral Reforma, al hacerse aliados "Cráneo de Halcón" y el Señor Kan B’ahlam II de Palenque o Serpiente Jaguar, lo que le permitió a B'aakal extender sus influencia en las ciudades del oriente de Tabasco.

## Conflicto Palenque - Tortuguero
En el año 611 al morir Janaab' Pakal (Pakal el viejo) quien gobernaba Palenque, quedó rota la línea de sucesión patrilineal, y la dinastía palencana se dividió en dos, por lo que se desató una crisis dinástica en el señorío de B'aakal (al que pertenecían Tortuguero y Palenque). Por una parte, Ik' Muuy Muwaan reclamó para sí su derecho al trono y junto con su hijo B’ahlam Ajaw, (quien había nacido el 26 de noviembre de 612) se estableció en Tortuguero, nombrándola capital del señorío de B'aakal, mientras que la otra fracción de la dinastía palencana, se quedó en Lakan Ha (Palenque) y nombró a K'inich Janaab' Pakal (Pakal el grande) como gobernante de B'aakal. 
Desde entonces, tanto los dirigentes de Tortuguero, como los de Palenque, utilizaron el glifo emblema k'uhul B'aakal ajaw, que significa "sagrado gobernante de B'aakal", reconociéndose a sí mismos como los legítimos descendientes del linaje del señorío. La rivalidad entre ambas facciones se hizo patente, años más tarde, mediante los diversos conflictos bélicos que sostuvieron estas dos ciudades.
Debido a su rivalidad con Pakal II, B'ahlam Ajaw (gobernante de Tortuguero) inició una política de guerra en contra de Lakam Ha' (Palenque) y de sus ciudades aliadas. A tan solo unos meses de haberse entronizado, el 1 de junio de 644 realizó el primer ataque contra Ux Te' K'uh —lugar de donde era originaria Tz'akbu Ajaw la esposa de Pakal II—. Luego, el 18 de noviembre del mismo año, B’ahlam Ajaw capturó Us otra localidad sujeta a Palenque y de ubicación igualmente indefinida. El 25 de julio de 649 atacó al señorío de Moyoop (cuya ubicación no se ha identificado). En noviembre capturó Usiij y el 21 de diciembre atacó Comalcalco, en esta última batalla, la Estela 6 de Tortuguero, deja ver que fue un "baño de sangre" en donde Uhx Balam gran señor de Joy Chan fue sacrificado. Todas estas plazas eran aliadas al régimen de Pakal; de esta forma el dominio palencano se debilitó en el occidente.

## Decadencia
En el año 711, B'aakal fue asediado por el reino de Toniná, quien derrotó a Palenque, y durante diez años Palenque estuvo sometido a Toniná.
La provincia de B'aakal estuvo constantemente asediada durante el siglo VIII, del mismo modo que ocurrió con otras ciudades mayas del período clásico. Wak Kimi Janaab' Pakal, también llamado Pacal IV, comenzó a gobernar en 799, y después de él, se pierden los rastros de la dinastía de Palenque. Aunque se sabe que a principios del siglo IX B'aakal ocupaba una posición que aún era respetable e influyente en el área, la emigración y el abandono ya habían comenzado. Tortuguero fue abandonado, y Lakam Ha' continuó habitada por unas cuantas generaciones más dedicadas a la agricultura, y el lugar fue abandonado paulatinamente